# Keziah
Keziah  è un nome proprio di persona inglese femminile.

## Varianti
- Femminili: Kezia[1]
  - Ipocoristici: Kizzie[1][2], Kizzy[1][2], Kizzi[2]

### Varianti in altre lingue
- Ebraico: קְצִיעָה (Qetzi'ah, Qetsi'ah, Ketzi'ah)[1][3]
- Italiano: Chezia
- Portoghese: Quézia, Quétsia[senza fonte]

## Origine e diffusione

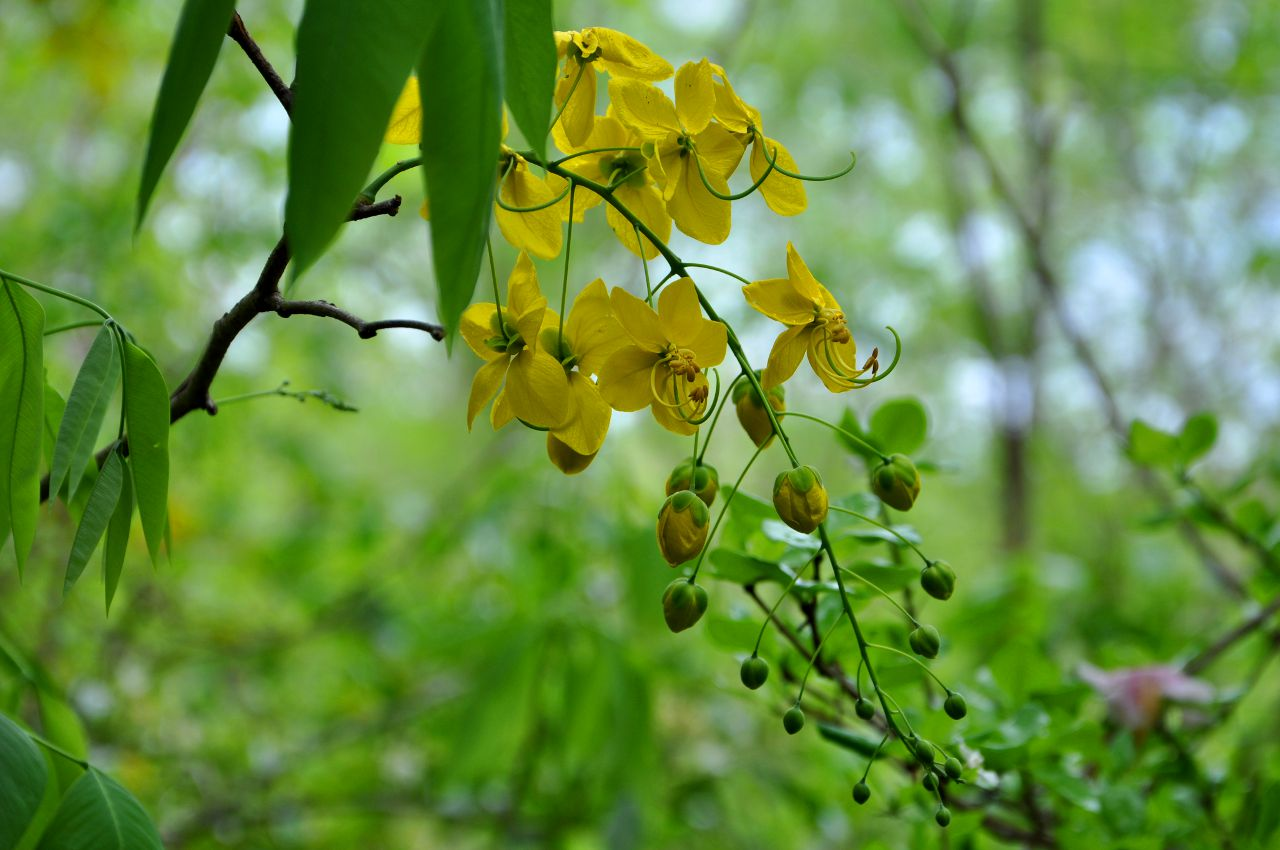
Fiori di Cassia fistula a Martinica

Deriva dall'ebraico קְצִיעָה (Qetzi'ah) che significa "cassia" (la stessa pianta a cui potrebbe far riferimento il nome Abaco). Il nome appare nell'Antico Testamento, dove è portato da una figlia di Giobbe (Gb 42:14).
Il diminutivo Kizzy è stato riportato in auge grazie ad un personaggio della serie Radici nei tardi anni 1970, dove però si tratta di un nome africano che significa "la favorita". Il nome Keisha potrebbe essere un derivato di Keziah.

## Onomastico
Il nome è adespota, ovvero non è portato da alcuna santa, quindi l'onomastico si può festeggiare il 1º novembre, giorno di Ognissanti.

## Persone

### Variante Kizzy
- Kizzy, cantautrice, conduttrice televisiva e attrice olandese

## Il nome nelle arti
- Keziah è un personaggio del film del 1999 Notting Hill, diretto da Roger Michell.
- Kezia Horn è un personaggio dell'episodio Gli emarginati della serie televisiva La casa nella prateria.
- Keziah Mason è il nome della strega nel racconto di H.P. Lovecraft I sogni nella casa stregata, facente parte del Ciclo di Cthulhu.
- James Keziah Delaney  è un personaggio della serie televisiva britannica  Taboo (serie televisiva), interpretato da   Tom Hardy.